# Махмуд, Хайтем
Хайтем Фахми Махмуд (араб. هيثم محمود فهمي‎; род. 23 сентября 1991, Александрия) — египетский борец греко-римского стиля, участник двух Олимпийских игр, многократный чемпион Африки.

## Карьера
В августе 2016 года на Олимпиаде в Рио-де-Жанейро в схватке на стадии 1/8 финала уступил северокорейцу Юн Вон Чхолю со счётом 3:8 и занял итоговое 12 место. В марте 2019 года в тунисском Хаммамете стал чемпионом Африки, опередив в борьбе за золото тунисца Радвана Тархуни. В апреле 2021 года в Хаммамете на африканском и океанском олимпийский отборочный турнире к Олимпийским играм в Токио завоевал лицензию. В августе 2021 года на Олимпиаде в схватке на стадии 1/8 финала уступил россиянину Сергею Емелину со счётом 6:7 и занял итоговое 9 место.

## Достижения
- Чемпионат Африки по борьбе 2010 — ;
- Средиземноморские игры 2013 — ;
- Чемпионат Африки по борьбе 2014 — ;
- Арабский чемпионат 2014 — ;
- Чемпионат Африки по борьбе 2015 — ;
- Африканские игры 2015 — ;
- Африканские игры 2015 — ; (вольная борьба)
- Летние Всемирные военные игры 2015 —
- Чемпионат Африки по борьбе 2016 — ;
- Олимпийские игры 2016 — 12;
- Арабский чемпионат 2018 — ;
- Средиземноморские игры 2018 — ;
- Чемпионат Африки по борьбе 2019 — ;
- Чемпионат Африки по борьбе 2020 — ;
- Олимпийские игры 2020 — 9;
- Чемпионат Африки по борьбе 2023 — ;